# Wedderstedt
Wedderstedt este un cartier al comunei Selke-Aue din landul Saxonia-Anhalt, Germania. Până în 2009 a fost o comună.